# علی جهانشاهی
علی جهانشاهی سرتیپ ارتش جمهوری اسلامی ایران است، که هم‌اکنون به‌عنوان جانشین معاون نظارت و ارزیابی میدانی قرارگاه مرکزی خاتم‌الانبیا فعالیت می‌کند.
وی از سال ۱۳۸۶ تا ۱۳۹۰ فرمانده مرکز آموزشی ۰۴ بیرجند بود و با حفظ سمت به‌عنوان ارشد ارتش در استان خراسان جنوبی فعالیت می‌کرد و از ۱۳۹۰ تا ۱۳۹۲ فرماندهی لشکر ۷۷ پیاده خراسان را برعهده داشت.
جهانشاهی در فاصله سالهای ۱۳۹۲ تا ۱۳۹۵ فرمانده قرارگاه منطقه‌ای شمال‌شرق نزاجا بود، از ۱۳۹۵ تا ۱۳۹۹ به‌عنوان معاون هماهنگ‌کننده نیروی زمینی ارتش فعالیت می‌کرد و از آذرماه ۱۳۹۹ نیز جانشین معاون نظارت و ارزیابی میدانی قرارگاه مرکزی خاتم‌الانبیا است. او در سال ۱۳۹۰ درجه سرتیپ‌دومی و در سال ۱۳۹۵ درجه سرتیپی دریافت کرد.